# Jiwut
Jiwut is een bestuurslaag in het regentschap Blitar van de provincie Oost-Java, Indonesië. Jiwut telt 6132 inwoners (volkstelling 2010).